# Lucy-Jo Hudson

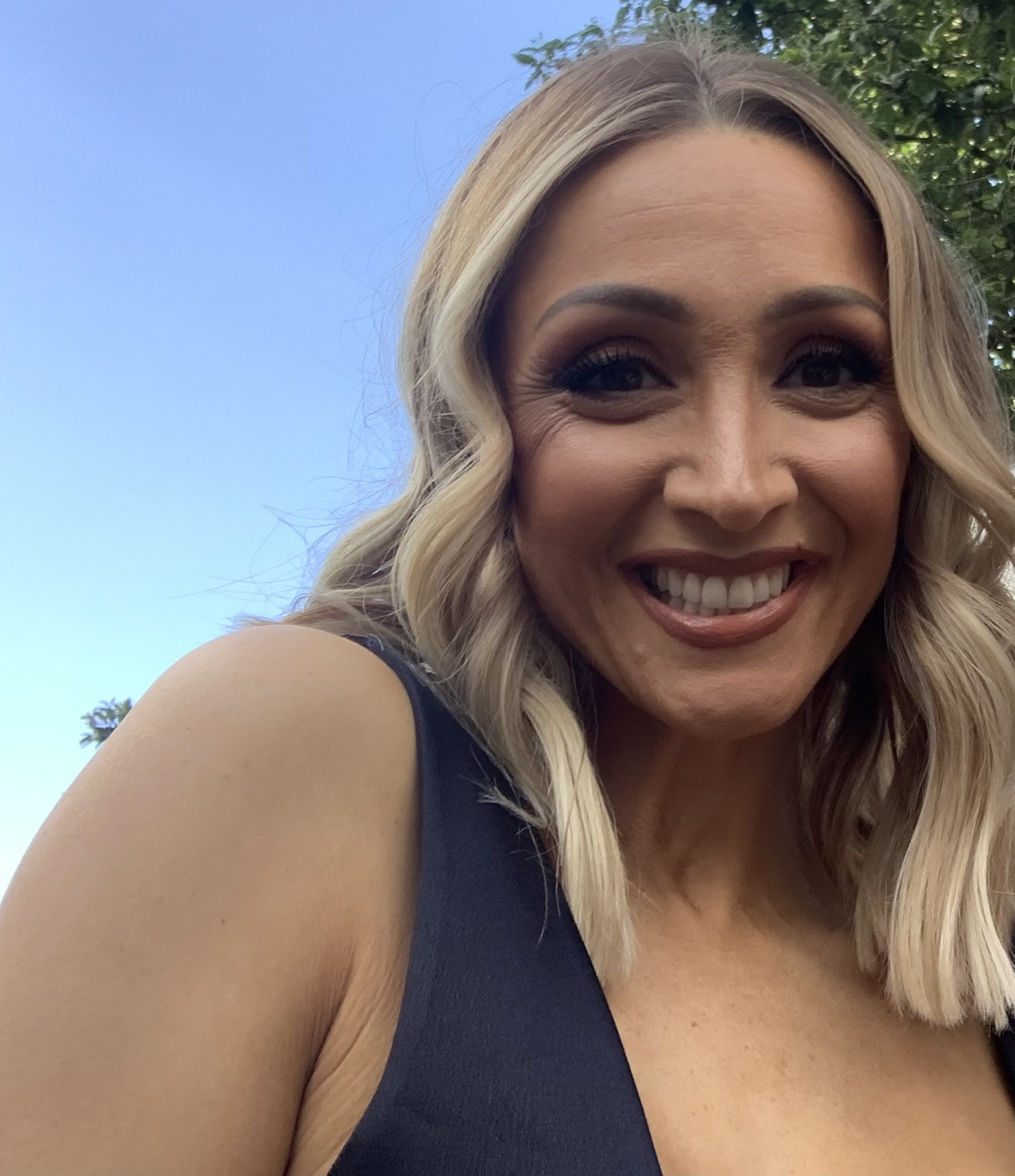
Lucy-Jo Hudson, 2022

Lucy-Jo Hudson (* 4. Mai 1983 in Leeds, England) ist eine britische Schauspielerin.

## Leben und Karriere
Lucy-Jo Hudson ist in Großbritannien für ihre Rolle der Katy Harris in der seit Jahrzehnten laufenden Seifenoper Coronation Street bekannt, in der sie von 2002 bis 2005 mitwirkte. Danach hatte sie eine Rolle in Loose Woman. In der ITV-Serie Wild at Heart agierte sie als Rosie Travanion, der Filmtochter von Hauptdarsteller Stephen Tompkinson und Amanda Holden. Die Serie lief 2007 im ZDF in der ersten Staffel unter dem deutschen Titel Wildes Herz Afrika.
2009 heiratete Lucy-Jo Hudson ihren Schauspielkollegen aus Coronation Street, Alan Halsall, der dort die Figur Tyrone Dobbs verkörperte. Das Ehepaar hat eine 2013 geborene Tochter.

## Filmografie (Auswahl)
- 2002–2005: Coronation Street (Fernsehserie, 42 Episoden)
- 2006–2013: Wildes Herz Afrika (Wild at Heart, Fernsehserie, 38 Episoden)
- 2009: Looking for Eric
- 2010: Casualty (Fernsehserie, eine Episode)
- 2016: Doctors (Fernsehserie)